# María Luisa Castellanos
María Luisa Castellanos (Xàtiva, segle xix - segle XX) va ser una periodista i feminista del País Valencià que va treballar a El Heraldo de Játiva. Convé diferenciar-la de l'escriptora asturiana María Luisa Castellanos que escrivia al diari granadí La Alhambra, però, en un dels texts d'El Heraldo de Játiva, la periodista declara ser natural de Xàtiva.

## Biografia
Periodista feminista que va escriure al diari El Heraldo de Játiva, aproximadament durant els anys que va durar la Gran Guerra (1914-1918), sobre temes directament relacionats amb les noves llibertats que les dones d'aleshores estaven assolint. En 1917, any en què va començar la seva activitat, el diari xativí descrivia a la seva nova redactora com una dona «bella, fresca, elegant i sentimental», i afegia que era molt estrany trobar una dona amb aquestes característiques que fos feminista.
Partidària d'un feminisme catòlic, María Luisa Castellanos, defensava, però, la qualitat estètica de la bellesa en les dones, al·legant alhora que si bé s'acceptava l'argument que, a Espanya, no eren tan maques com en altres països d'Europa, era perquè les dones es consagraven al seu rol de mare. Així doncs, les dones franceses, per exemple, podrien tenir les esquenes de deesses, les extremitats delicadament cisellades, les corbes harmonioses, perquè, segons María-Luisa, «no es consideraven com un dipòsit de futures generacions, perquè no dipositaven en la seva ànima frívola aquesta bella esperança per a tot allò que ha de vindre, en el qual es cristal·litzaven els més suprems gojos i les més castes alegries» (1917a: 1). En aquest cas, la feminista valenciana situava les dones espanyoles en un pla superior per considerar-les molt més «sentimentals» que les franceses. La feminista xativina exposava aquest parer en adonar-se que, davant la despreocupada actitud dels seus marits, algunes dones, defugint de la responsabilitat que els exigiria la seva condició de mare, consideraven que si bé els homes no prestaven l'atenció adequada a l'educació de les seves filles i els seus fills, llavors elles no tenien per què fer-ho.
La redactora feminista d'El Heraldo de Játiva informava d'aquest fenomen de la següent manera: «les dones també tenim la nostra part de culpa en això de l'abandó de l'educació infantil; no obstant això, la nostra disculpa, en el cas que tractàrem de llevar-nos responsabilitats de damunt, es troba en què els nostres homes no admeten col·laboració femenina en res que transcendisca els límits de la llar» (1917b: 2). Amb tot, cal assenyalar que la feminista únicament posava de manifest que les dones tenien aquesta possibilitat, però, de cap manera, encoratjava les seves lectores a abandonar la cura de les seves filles i els seus fills. Les dones, abans de llançar tota la culpa als homes, havien d'analitzar la seva activitat davant de l'educació de les seves filles i fills i, reaccionar coneixent les seves deficiències i les dels seus marits.